# Dây gián
Dây gián (danh pháp khoa học: Hypserpa nitida) là một loài thực vật có hoa trong họ Biển bức cát. Loài này được John Miers mô tả khoa học đầu tiên năm 1851 khi mô tả chi này. Nó là loài điển hình của chi Hypserpa.

## Phân bố
Loài này sinh sống trong rừng và ven rừng. Có tại Trung Quốc (nam Phúc Kiến, trung và nam Quảng Đông, Quảng Tây, Hải Nam, nam Vân Nam),  Bangladesh, Ấn Độ (Assam), Indonesia, Lào, Malaysia, Myanmar, Philippines, Sri Lanka, Thái Lan và Việt Nam.